# Molophilus (Molophilus) pictipleura
Molophilus (Molophilus) pictipleura is een tweevleugelige uit de familie steltmuggen (Limoniidae). De soort komt voor in het Australaziatisch gebied.